# Lanceta

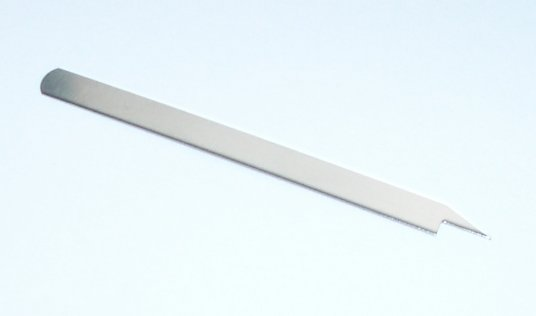
Lanceta

Lanceta je ostrý chirurgický nástroj, obvykle ve tvaru oboustranně broušeného kopí (odtud slangový výraz kopíčko), používaný k vytváření vpichů definovaných parametrů, nejčastěji v hematologii. Tvar ostří umožňuje méně bolestivé proříznutí kůže než k odběrovým účelům používané jehly. Tvarováním nástroje je navíc zajištěna definovaná hloubka vpichu.
Automatické lancety (Někdy také autolanceta nebo odběrové pero.) jsou zařízení v podobě pera, mající vnitřní pružinový mechanismus. Do toho pera se vkládá jednorázová nedutá jehla, kterou pero vystřelí do kůže do volitelně nastavitelné hloubky a vrátí zpět. Díky vysoké rychlosti celé akce a přesnosti nastavení hloubky vpichu, kterou ručním vpichem není možné dosáhnout je bolestivost zákroku mnohonásobně nižší případně vpich není cítit vůbec. Automatické lancety se například používají při odběru kapky krve k měření hladiny glykemie glukometrem.
Průměr jehličky popisuje údaj např. 30G. Definice gauge (G) je odlišná než u metrických měření. A to - Birmingham Wire Gauge (BWG) nebo také Stubs Iron Wire Gauge (SWG). Tato měřítka gauge jsou založena na historickém systému, kde nižší číslo G odpovídá většímu průměru drátu. Například 30G lanceta má menší průměr než 25G lanceta.

Tato měřítka gauge nejsou přímo převoditelná na metrický systém měření, takže nelze přesně spočítat průměr lancety z jejího čísla G. Číslu 30G odpovídá 0.3112 ± 0.0064 mm.

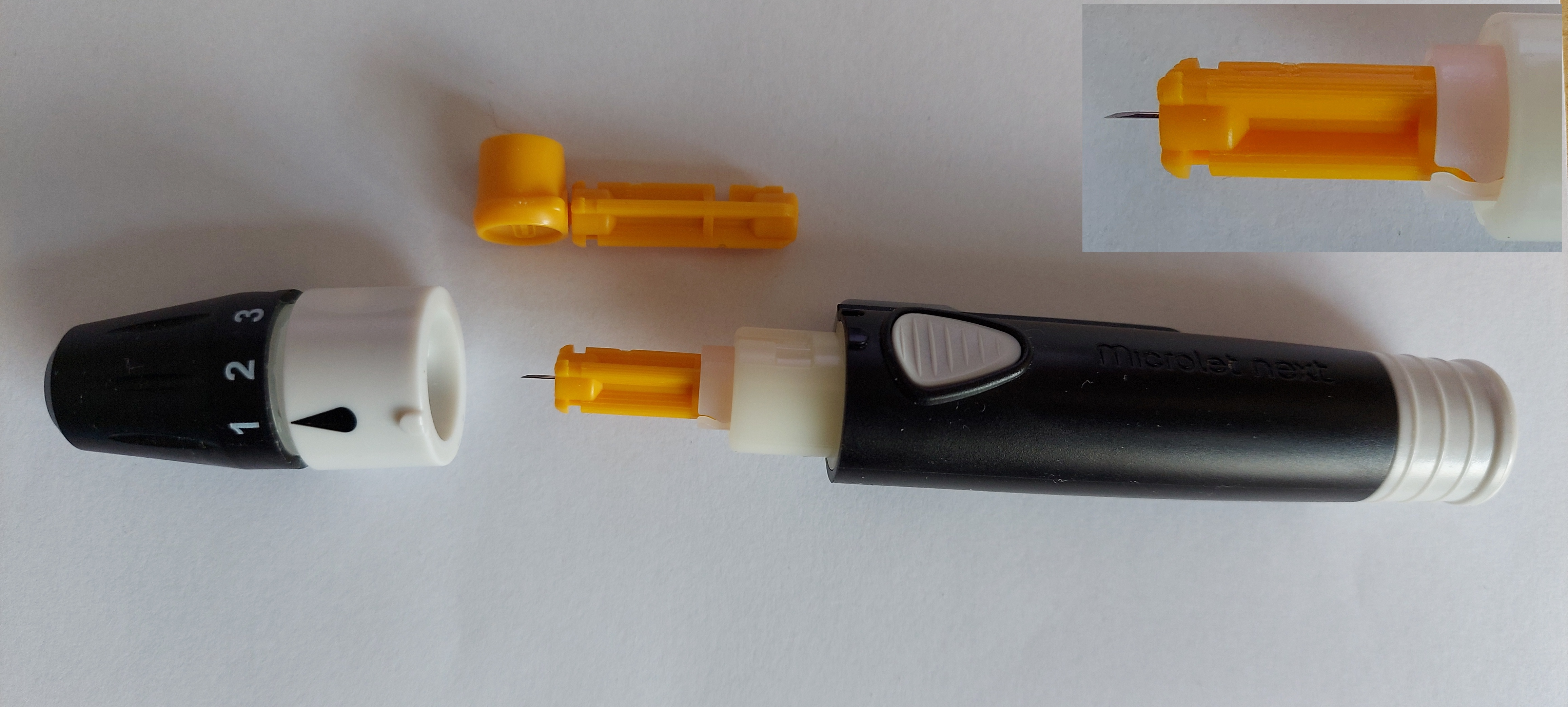
Autolanceta - odběrové pero a lanceta (jehla).